# 生命中的燦爛時光
《生命中的燦爛時光》（英語：All the Bright Places）是2020年Netflix原創美國青少年浪漫劇情電影，由布雷特·哈利執導，珍妮佛·尼文和莉茲·漢娜編劇。本電影改編自珍妮佛·尼文於2015年出版的同名暢銷小說，講述兩位主角努力尋找生命中的光明之處，並進一步探討青少年的心理健康問題。領銜主演為艾兒·芬妮（兼監製）和賈斯特·史密斯，其他演員陣容包括雅莉珊卓·希普、凱莉·奧哈拉、拉馬·強森、維吉妮亞·嘉娜、菲利克斯·馬拉德、蘇菲亞·哈斯米克（Sofia Hasmik）、基根-麥可·奇和路克·威爾遜。
本電影於2020年2月28日在全球Netflix同步上映。獲得評價不俗，多數影評人和觀眾讚賞了兩位主角的演技表現，以及劇情中提到一些青少年常見的煩惱也非常讓人產生共鳴。

## 劇情大綱
在印第安納州的一座小鎮上，男孩提奧·芬奇（賈斯特·史密斯飾）在晨跑時發現一個女孩站在橋邊上準備跳河，他及時挽救了女孩的性命，並發現此人是他的同班同學薇歐蕾·馬奇（艾兒·芬妮飾）。芬奇得知薇歐蕾在幾個月前和姐姐艾蓮娜在那座橋上出了一場車禍，而艾蓮娜因此離世，讓薇歐蕾大受打擊。為了幫助薇歐蕾走出失去親人的悲痛，芬奇積極參與薇歐蕾的生活，製造歡樂讓她重拾笑容。漸漸地，薇歐蕾開始能正常參與社交活動，坐車時不再感到恐懼，對於已逝的親姐也終於能釋懷。
然而，薇歐蕾並不知道外表看似樂觀的芬奇其實早在內心有了尋死的計畫，只是從朋友口中得知芬奇有時會突然心情鬱悶且行為舉止有些怪異，偶爾還會失蹤一段時間後又出現。就在薇歐蕾試著瞭解芬奇的心理狀況後，芬奇情緒失控便和她大吵了一架。而這次芬奇又失聯很多天，薇歐蕾想起芬奇曾經帶她去的秘密基地，便自行開車前往此處尋找芬奇。到達湖邊之後，薇歐蕾發現了芬奇的車子、衣物和手機，但就是沒見到芬奇的蹤影，她確信芬奇已經跳入湖中溺水身亡了。

## 演員及角色
| 演員                         | 角色                                       | 描述 |
| ---------------------------- | ------------------------------------------ | --- |
| 艾兒·芬妮                    | 薇歐蕾·馬奇 Violet Markey                  | 高中生，她和姊姊艾蓮娜（Eleanor Markey）出了車禍後患有創傷後壓力症候群（PTSD），在遇到芬奇之前薇歐蕾一直對任何事情抱持負面想法。                                                                       |
| 賈斯特·史密斯                | 提奧多·「提奧」·芬奇 Theodore "Theo" Finch | 薇歐蕾的同學，在學校被同學們稱是個怪人。表面樂觀內心悲觀的男孩，父母離異加上小時候曾被父親家暴讓他覺得自己很失敗。患有雙相情緒障礙症但自己並不知道，會在「清醒」的時候用便利貼寫下所有想法並貼在牆上。 |
| 雅莉珊卓·希普                | 凱特·芬奇 Kate Finch                       | 芬奇的姊姊。 |
| 路克·威爾遜                  | 詹姆斯·馬奇 James Markey                   | 薇歐蕾的父親。 |
| 凱莉·奧哈拉                  | 雪瑞兒·馬奇 Sheryl Markey                  | 薇歐蕾的母親。 |
| 拉馬·強森                    | 查理 Charlie                               | 芬奇的同學兼好朋友，對芬奇不離不棄。 |
| 維吉妮亞·嘉娜                | 亞曼達 Amanda                              | 薇歐蕾的同學，患有暴食症，曾有自殺念頭。 |
| 菲利克斯·馬拉德              | 羅莫 Roamer                                | 薇歐蕾的前男友，喜歡挑釁芬奇。 |
| 蘇菲亞·哈斯米克 Sofia Hasmik | 布蘭達 Brenda                              | 芬奇的同學。 |
| 基根-麥可·奇                 | 羅伯特·安布利 Robert Embry                 | 芬奇的輔導老師。 |
| 克里斯·葛瑞斯                | 哈德森 Hudson                              | 地理老師。 |

## 製作
2014年7月，宣布艾兒·芬妮將領銜主演小說改編電影《生命中的燦爛時光》，並由原著作者珍妮佛·尼文參與劇本改寫。2015年7月，宣布米格爾·亞塔拉將執導本電影。2018年7月，賈斯特·史密斯加入劇組並由布雷特·哈利取代米格爾·亞塔拉擔任本電影的導演，莉茲·漢娜擔任編劇與珍妮佛·尼文一同撰寫劇本；埃科湖娛樂公司（Echo Lake Entertainment）和電影國度娛樂公司為製片商；艾兒·芬妮、寶拉·瑪祖爾（Paula Mazur）、米歇爾·卡普蘭（Mitchell Kaplan）、道格·曼科夫、布莉特妮·卡韓·沃德（Brittany Kahan-Ward）和安德魯·史堡丁（Andrew Spaulding）共同監製本電影，以及編劇莉茲·漢娜同時兼任執行製作人。2018年10月，雅莉珊卓·希普、基根-麥可·奇、路克·威爾遜、凱莉·奧哈拉、維吉妮亞·嘉娜、菲利克斯·馬拉德、拉馬·強森和蘇菲亞·哈斯米克（Sofia Hasmik）加入劇組，並宣布本電影將於Netflix發行。

### 拍攝

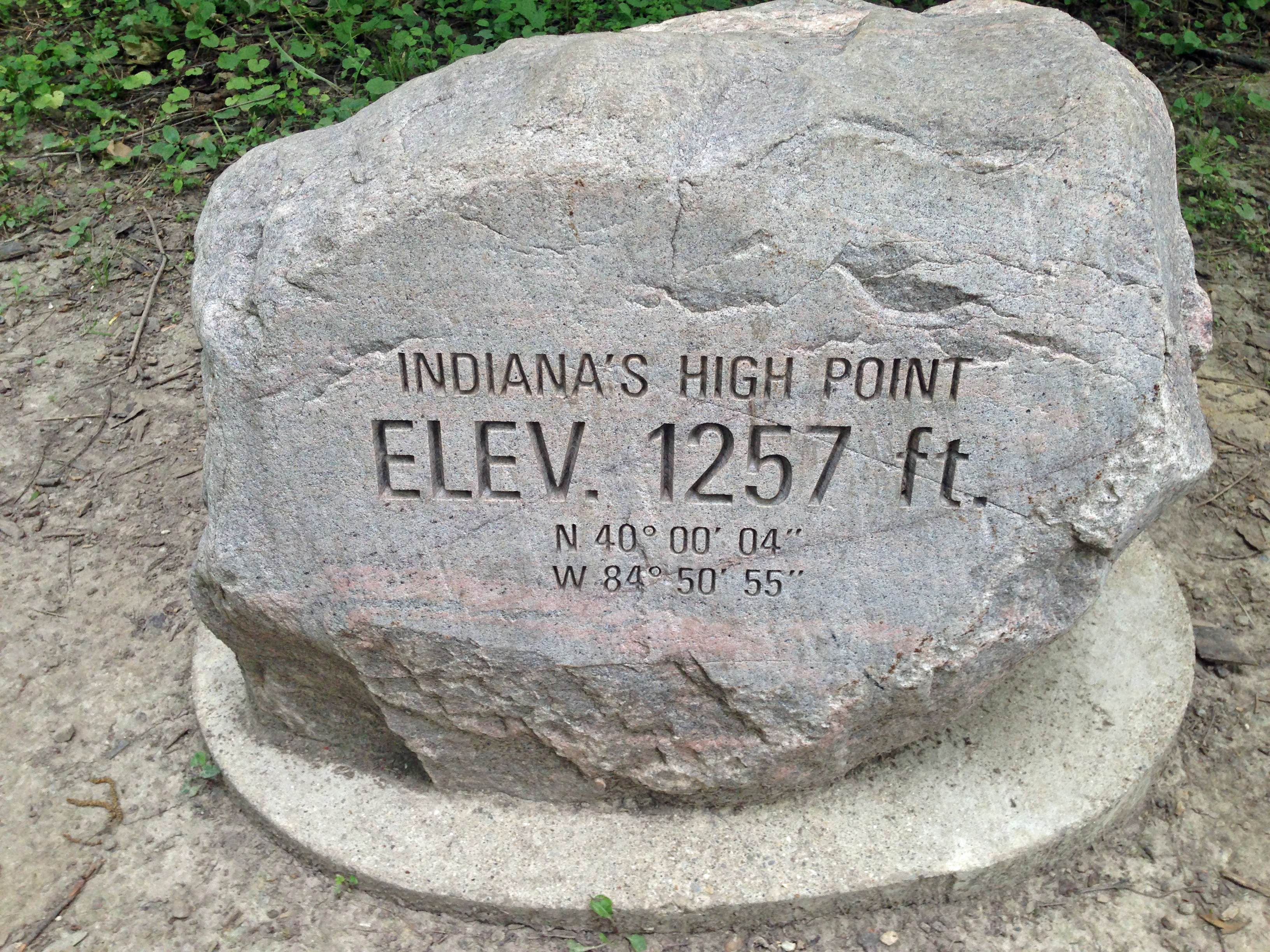
胡西爾山的巨石紀念碑。

《生命中的燦爛時光》小說中是以作者珍妮佛·尼文的家鄉印第安納州作為故事背景，而電影中也有還原幾個真實存在於該州的景點，例如印第安納州最高點胡西爾山的巨石紀念碑、布魯斯維爾的約翰·艾弗斯（John Ivers）家的藍色雲霄飛車、男主角芬奇的秘密基地和葬身之地——位於郊外的一座藍洞，還有寫著「在我死之前」（Before I Die）的留言板。電影主體拍攝於2018年10月4日開始至2019年1月結束，拍攝地點大多是在俄亥俄州羅藍郡的伊利里亞和凱霍加郡的克里夫蘭取景拍攝。其中，電影片頭兩位主角相遇的地點是伊利里亞的華盛頓大道（Washington Avenue）與黑河（Black River）相交的一座橋；女主角薇歐蕾的家是在克里夫蘭郊區謝克海茨的一棟住宅；兩位主角到外過夜的廢棄列車是克里夫蘭鐵路局的鐵路車廠。

### 選角
編劇兼小說作者珍妮佛·尼文表示電影在小說出版之前就開始選角，所以尼文是根據選好的演員來描繪小說中的人物。最初她心目中男主角「芬奇」的首選是尼可拉斯·霍特，不過等到正式選角時，霍特已經超過他們預設的年齡。後來劇組又篩選了幾乎所有好萊塢25歲以下的男演員，當他們看見賈斯特·史密斯來試鏡這個角色時，就確定史密斯才是飾演芬奇的最佳人選。

## 發行
本電影的前導預告於2020年2月6日發行，正片於2020年2月28日在Netflix上映。

## 大眾迴響
根据評論匯總网站爛番茄汇总的40篇评论文章，65%的评论家给予该作正面评价，平均打分为6.30分（满分10分）。该网站总结的评论家共识是“雖然劇情有時會緊扣著悲傷的情緒，但艾兒·芬妮和賈斯特·史密斯迷人且溫柔的演出讓《生命中的燦爛時光》大獲成功”。在Metacritic上，9位影評人共給予了61分的分數（滿分100分），這部電影獲得了「普遍好評」。
《洛杉磯時報》的記者金柏·邁爾斯（Kimber Myers）給予電影正面評價，說道：「雖然《生命中的燦爛時光》不乏幽默感，但它認真對待青少年的情感，將可能以意想不到的方式打動任何年齡階層的浪漫主義者。」；《綜藝》的寇特妮·霍華德（Courtney Howard）也給予正面評價，她說道：「電影中主角們純真的跳動之心和人文底蘊使其在某種程度上脫穎而出。」；《紐約時報》的坎蒂絲·弗雷德里克（Candice Frederick）同樣給予正面評價，說道：「艾兒·芬妮和賈斯特·史密斯為這個微妙的故事帶來精彩到位的演出。」；白站高中的艾莉絲·威拉德（Alice Willard）讚賞了賈斯特·史密斯的演出，說道：「史密斯在扮演一名患有精神疾病的青少年表現得非常出色，尤其是在精神崩潰又表現出鎮靜的那一幕令人印象深刻。」；《衛報》的班傑明·李（Benjamin Lee）給予這部電影2星評價（滿分5星），並說道：「電影片尾字幕插入了一些訊息，供那些可能受到親友過世的悲痛所影響的人使用，但這並沒有否定之前發生的事情。」、「一部在深處短暫徘徊但仍然令人感到失望的膚淺電影。」

## 外部連結
- 官方网站
- 在Netflix上觀看《生命中的燦爛時光》
- 互联网电影数据库（IMDb）上《生命中的燦爛時光》的资料（英文）
- 豆瓣电影上《生命中的燦爛時光》的資料 （简体中文）
- 爛番茄上《生命中的燦爛時光》的資料（英文）
- Metacritic上《生命中的燦爛時光》的資料（英文）